# Tour du Leughenaer

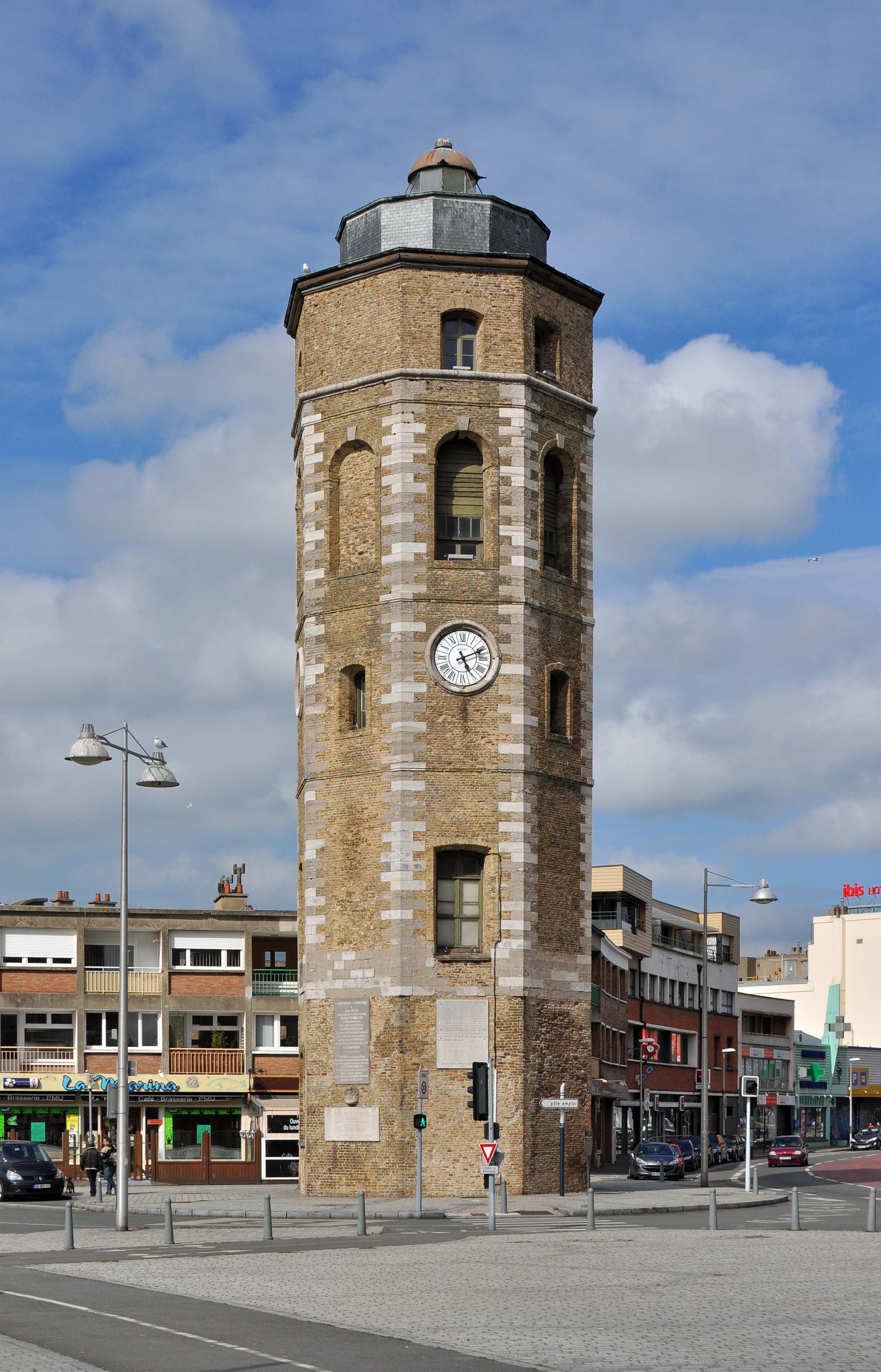
Tour du Leughenaer, 2013

Die Tour du Leughenaer (eine alte Schreibweise für das niederländische Wort leugenaar, deutsch: Lügner) ist ein achteckiger 30 Meter hoher Turm in Dunkerque.
Der um 1450 erbaute Turm ist das älteste Baudenkmal der Stadt. Er wurde von Jacques Desfontaines erbaut und war im 18. Jahrhundert von einer Plattform zur Überwachung des Hafens umgeben. Im Jahr 1814 wurde er für die Installation eines Leuchtfeuers erhöht. Ein großer Teil der technischen Ausrüstung des 19. Jahrhunderts im Turm blieb bis heute erhalten.